# جغرافیای سان مارینو
جمهوری سان مارینو (به ایتالیایی: San Marino) کشوری است در جنوب اروپا که در شبه‌جزیره ایتالیا و در بخش شرقی کوه‌های آپنین واقع شده است. پایتخت آن شهر سان مارینو است.

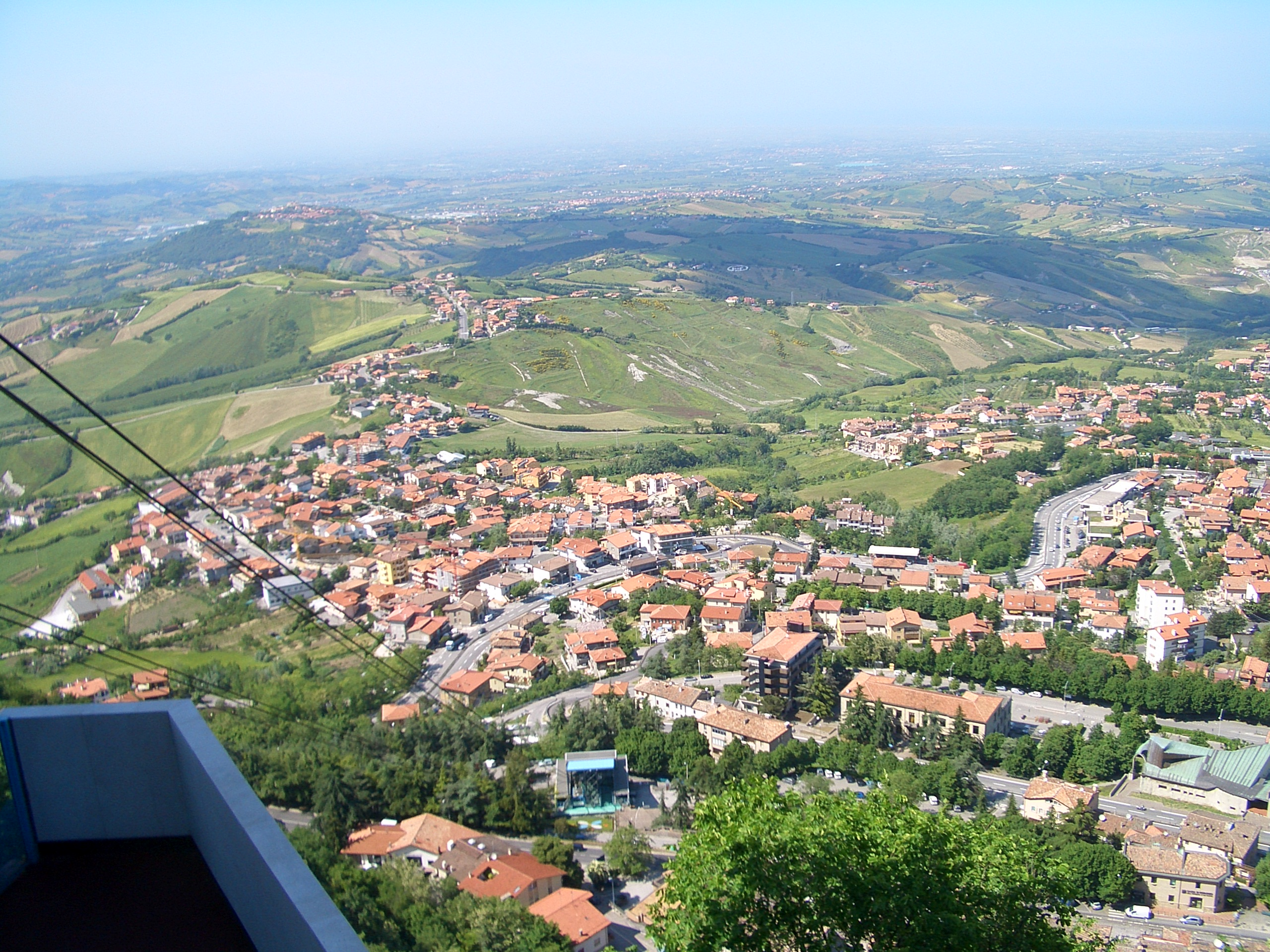
نمایی از سان مارینو بر فراز کوه تیتانو.

سان مارینو سومین کشور کوچک اروپاست. (پس از واتیکان و موناکو.)
این کشور کاملاً در درون ایتالیا قرار گرفته، و در میان دو استان امیلیا رومانیا و مارکه محصور شده است. کوه تیتانو با بلندای ۷۴۹ متر، بلندترین مکان این کشور است. سان مارینو آب و هوای مدیترانه‌ای، تابستان‌های گرم و زمستان‌های معتدل دارد.

## تقسیمات کشوری
کشور سان مارینو به نه استان (که در سان مارینو Castello نامیده می‌شوند) بخش می‌شود
که بزرگ‌ترین شهر سان مارینو به نام دوگانا در استان سراواله قرار دارد.
استان‌های کشور سان مارینو عبارت‌اند از:

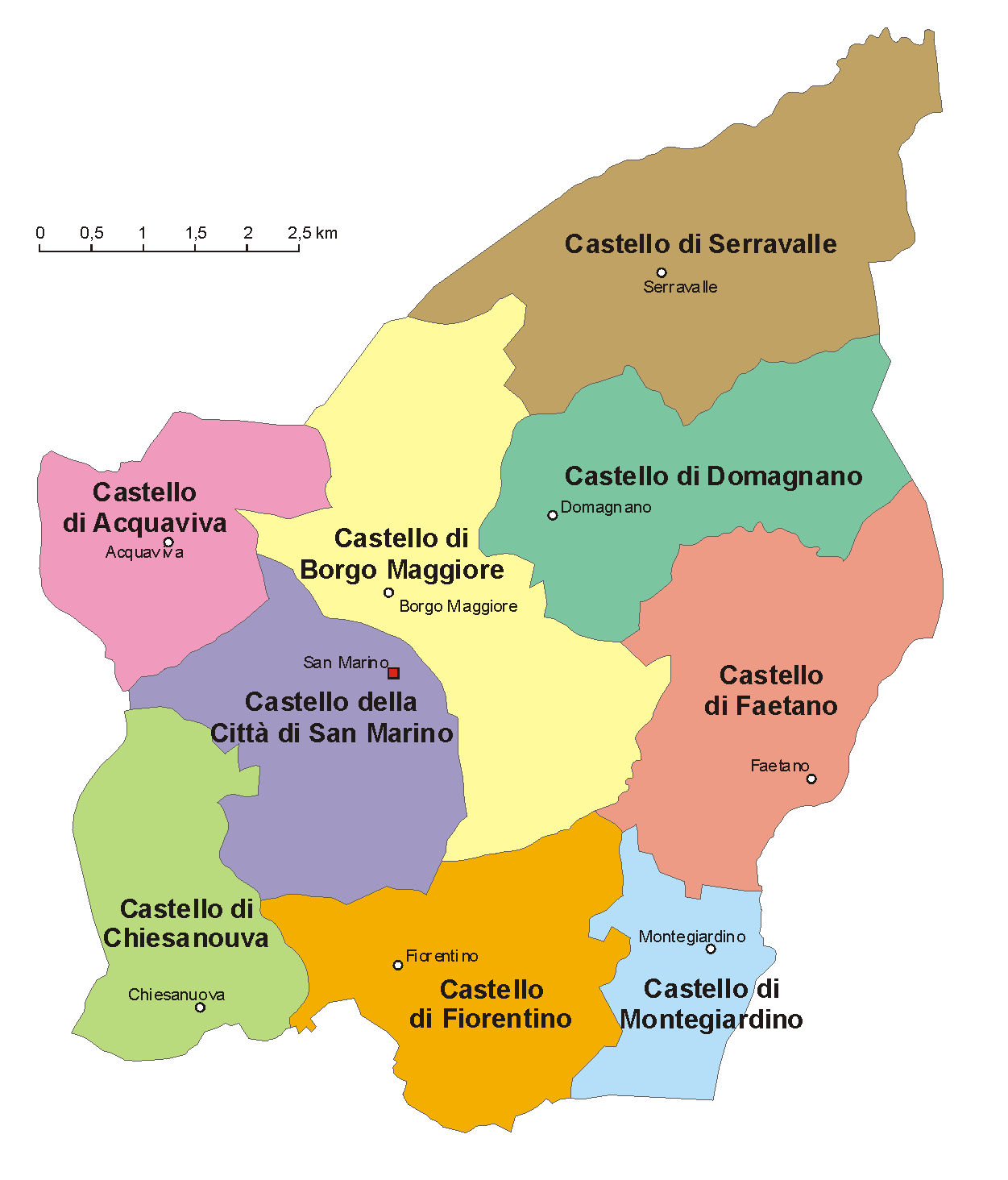
تقسیمات کشوری سان مارینو.

- سان مارینو
- آکوآویوا
- بورگو ماجوره
- کیه‌سانوئووا
- دومانیانو
- فائتانو
- فیورنتینو
- مونته‌جاردینو
- سراوالّه